# جواو ديكسون كارفاليو
جواو ديكسون كارفاليو (29 ديسمبر 1952 في البرازيل - ) هو لاعب كرة قدم برازيلي في مركز الهجوم. لعب مع شونان بلمار ونادي غواراني ونادي فلومينينسي ويوكوهاما فلوغلس ونادي ريو بريتو.